# Uwe Neumärker

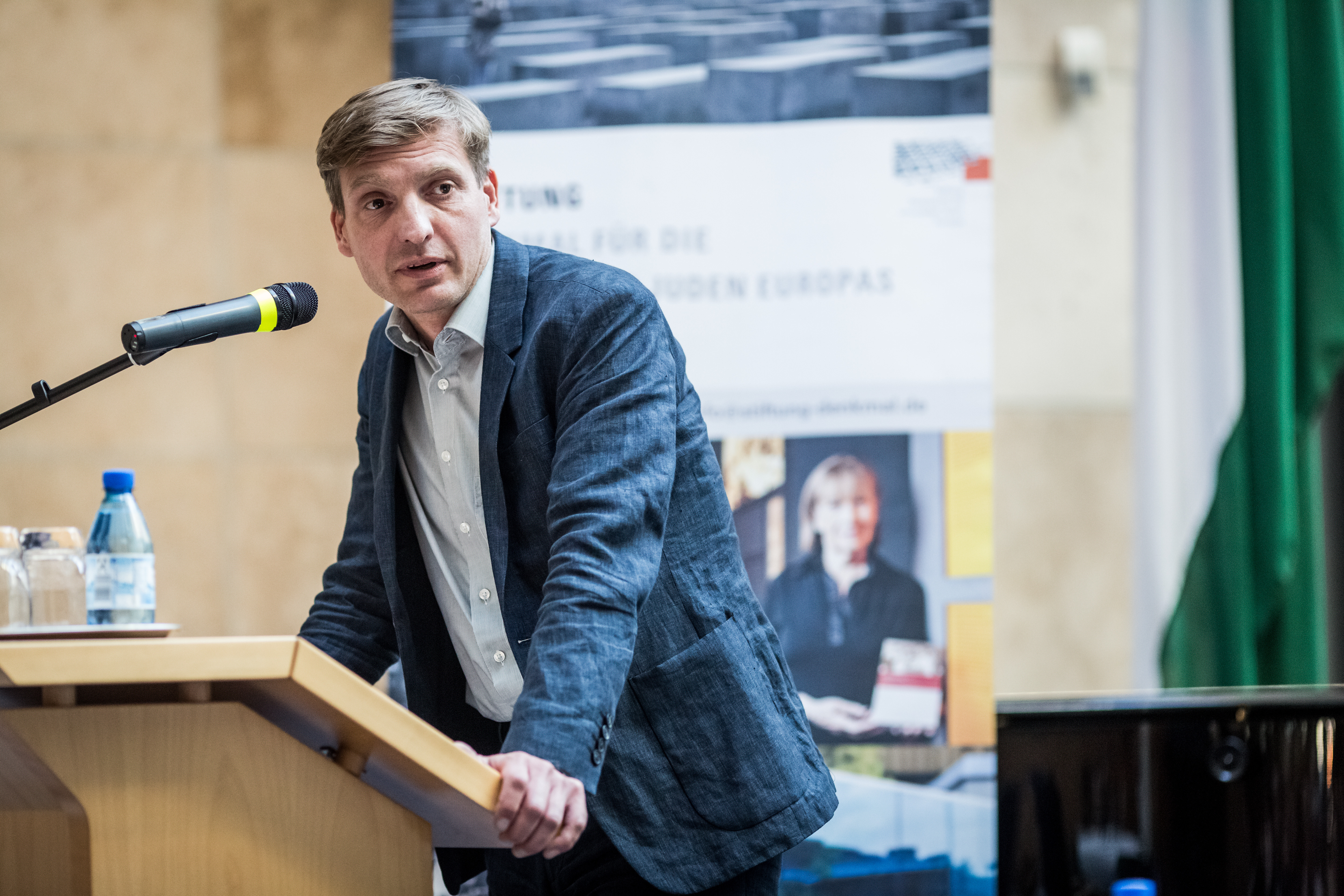
Uwe Neumärker während einer Rede (2017)

Uwe Neumärker (* 7. September 1970 in Ost-Berlin) ist ein deutscher Historiker und Publizist. Er ist Direktor der Stiftung Denkmal für die ermordeten Juden Europas. Er leitete von November 2015 bis März 2016 interimistisch die Stiftung Flucht, Vertreibung, Versöhnung.

## Leben
Neumärker studierte Germanistik, Slawistik und Geschichte in Berlin und Moskau.
Von 1997 bis 1998 arbeitete er als Lektor beim Ch. Links Verlag. Von 2000 bis 2001 war er als Kulturmanager für das Institut für Auslandsbeziehungen in Litauen tätig. 2002 wurde er wissenschaftlicher Mitarbeiter der Stiftung Denkmal für die ermordeten Juden Europas. 2003 übernahm er die Koordination für die Presse- und Öffentlichkeitsarbeit. 2005 wurde er Geschäftsführer und schließlich 2009 Direktor. Neumärker ist Herausgeber zahlreicher Zeitzeugenberichte.
Mitgliedschaften:
unter anderem Wissenschaftlicher Beirat der KZ-Gedenkstätte Flossenbürg, Kuratorium der Ursula-Lachnit-Fixon-Stiftung, Vorstandsvorsitzender Dokumentationszentrum Prora e. V., Mitglied des Fachbeirates der Bundesstiftung Magnus Hirschfeld.

## Schriften (Auswahl)

### Monografien
- mit Volker Knopf: Görings Revier. Jagd und Politik in der Rominter Heide. 3. Auflage, Links, Berlin 2012, ISBN 978-3-86153-705-2.
- mit Robert Conrad, Cord Woywodt: „Wolfsschanze“. Hitlers Machtzentrale im Zweiten Weltkrieg. (1999) 4., aktualisierte Auflage. Ch. Links, Berlin 2012, ISBN 978-3-86153-433-4.
- mit Johannes Tuchel: Der 20. Juli 1944 im »Führerhauptquartier Wolfschanze«, Lukas Verlag, Berlin 2021, ISBN 978-3-86732-342-0.

### Herausgeberschaften
- Hrsg.: Endzeit in Ostpreussen. Ein beschwiegenes Kapitel des Holocaust. Stiftung Denkmal für die Ermordeten Juden Europas, Berlin 2010, ISBN 978-3-942240-01-7.
- Hrsg. mit Ulrich Baumann: Drang nach Leben. Erinnerungen. Stiftung Denkmal für die Ermordeten Juden Europas, Berlin 2010, ISBN 978-3-942240-02-4.
- Hrsg. mit Katharina Friedla: Jenseits des Überlebens. von Breslau nach Australien. Jenseits des Überlebens. Von Breslau nach Australien, Berlin 2011, ISBN 978-3-942240-03-1.
- Hrsg. mit Constanze Jaiser: Birkenland. Gespräche mit meinem Vater Moshe. Stiftung Denkmal für die Ermordeten Juden Europas, Berlin 2011, ISBN 978-3-942240-04-8.
- Hrsg. mit Jana Mechelhoff-Herezi: Ich wollte nach Hause, nach Ostpreußen! Das Überleben eines deutschen Sinto. Stiftung Denkmal für die Ermordeten Juden Europas, Berlin 2012, ISBN 978-3-942240-07-9.
- Hrsg.: Ich heisse jetzt Nechama. Mein Leben zwischen Königsberg und Israel. Stiftung Denkmal für die Ermordeten Juden Europas, Berlin 2012, ISBN 978-3-942240-06-2.
- Hrsg. mit Andreas Kossert: „Das war mal unsere Heimat…“. Jüdische Geschichte im preußischen Osten. Begleitband zur Internationalen Tagung am 2. und 3. November 2011 in Berlin. Stiftung Denkmal für die ermordeten Juden Europas, Berlin 2013, ISBN 978-3-942240-11-6.
- Hrsg. mit Andreas Nachama, Hermann Simon: „Es brennt!“. 75 Jahre nach den Novemberpogromen 1938. Stiftung Denkmal für die Ermordeten Juden Europas, Berlin 2013, ISBN 978-3-942240-12-3.
- Hrsg. mit Adam Kerpel-Fronius: Ich sang um mein Leben. Erinnerungen an Rachov, Auschwitz und den Neubeginn in Amerika. Stiftung Denkmal für die ermordeten Juden Europas, Berlin 2013, ISBN 978-3-942240-08-6.
- Hrsg. mit Moniek Baumzecer, Ulrich Baumann: Ich versprach der Mutter heimzukehren. Mein Leben zwischen Radom und Paris. Stiftung Denkmal für die ermordeten Juden Europas, Berlin 2013, ISBN 978-3-942240-09-3.
- Hrsg.: Alles brannte! Jüdisches Leben und seine Zerstörung in den preußischen Provinzen Hannover und Ostpreußen. Stiftung Denkmal für die Ermordeten Juden Europas, Berlin 2014, ISBN 978-3-942240-13-0.
- Hrsg. mit Daniel Baranowski: Fluchten. Wie ein junges Mädchen den Holocaust überlebte. Stiftung Denkmal für die ermordeten Juden Europas, Berlin 2014, ISBN 978-3-942240-10-9.
- Hrsg. mit Leonore Martin: Zerstörte Kindheit und Jugend. Mein Leben und Überleben in Berlin, Berlin 2014, ISBN 978-3-942240-16-1.
- Hrsg. mit Miłosława Borzyszkowska-Szewczyk: An der Weichsel gegen Osten. Mein Leben zwischen Danzig, London und Jaffa, Berlin 2016, ISBN 978-3-942240-24-6.
- Hrsg. mit Sarah Friedrich: Rückkehr aus Golgatha. Geschichten meines Lebens, Berlin 2016, ISBN 978-3-942240-23-9.
- Hrsg. mit Sarah Friedrich: Ans andere Ufer der Memel. Flucht aus dem Kownoer Ghetto, Berlin 2016, ISBN 978-3-942240-22-2.
- Hrsg. mit Adam Kerpel-Fronius: Heimkehr nach Siebenbürgen. Erinnerungen eines Fotografen, Berlin 2017, ISBN 978-3-942240-28-4.